# Tour of the Universe
La gira Tour of the Universe de la banda inglesa Depeche Mode comenzó el 6 de mayo de 2009 en la ciudad de Esch-sur-Alzette (Luxemburgo), como apoyo de su álbum Sounds of the Universe de ese mismo año, finalizando el 27 de febrero de 2010 en Dusseldorf, Alemania.
En esta gira Depeche Mode visitó por primera vez Israel, Colombia, Perú y Ucrania.
Los conciertos realizados el 20 y 21 de noviembre de 2009 en la ciudad de Barcelona, España, fueron capturados y editados como álbum en directo en DVD y Disco Blu-ray con el nombre Barcelona 20/21.11.09.

## Descripción
La primera manga del tour se vio interrumpida cuando el cantante David Gahan se enfermó de gastroenteritis minutos antes de su show en Atenas. Dieciséis fechas fueron canceladas o pospuestas. Gahan fue llevado a los Estados Unidos para tratamiento, donde se le encontró un tumor maligno de bajo nivel que fue exitosamente removido.
En junio de 2009, la banda realizaría su primer recital luego de la enfermedad de Gahan en Leipzig, Alemania, reasumiendo la manga europea que luego terminaría en Bilbao, España. La manga también tuvo un pequeño corte, ya que el cantante Gahan sufriría problemas musculares obligando al grupo a cancelar otros dos shows.
En julio de 2009, Depeche Mode comenzó su gira por Norteamérica. Esta manga que tuvo una participación en el festival de Lollapalooza, comenzó en Toronto y acabaría en Florida a inicios de septiembre. En agosto, dos fechas fueron canceladas debido a que el doctor le recetó a Gahan 48 h de descanso vocal.
En octubre de 2009, la banda retornaría a Norteamérica para realizar cuatro shows en México. La manga continuaría por Costa Rica y Sudamérica, primera vez que Depeche Mode tocaba en esos territorios desde 1994 en el Exotic Tour. 
El grupo llamaría la atención de los medios, cuando en la presentación en Lima, Perú, Gahan agradeció al país incorrecto. Según los reportes Gahan dijo "Thank you very much Chile", sin embargo, un representante de la banda luego afirmaría que Gahan dijo "Thank you very much, good night", en lugar de la anterior mencionada frase.
Luego de todo esto, la manga sudamericana tendría su fin en Buenos Aires.
A fines de octubre de 2009, en Oberhausen, Alemania, comenzaría la tercera manga de la gira y acabaría a mediados de diciembre en Mánchester, Inglaterra.
En enero de 2010, el grupo comenzó la tercera manga europea empezando por Berlín y acabando en Düsseldorf, ambos en Alemania. 
El 17 de febrero, en un concierto benéfico en el Royal Albert Hall en Londres, Alan Wilder subió al escenario con Martin Gore a tocar el piano durante la interpretación de Somebody, al cabo de la cual se dieron un abrazo y al salir del escenario se abrazó también con Andrew Fletcher. Fue la primera vez que Wilder tocó con la banda en más de 15 años, desde su salida del grupo en 1995. Hablando acerca del evento Wilder dijo que estuvo "Feliz de aceptar (happy to accept)" la propuesta de Gahan de unirse al grupo en el escenario y también dijo que "Ellos (Integrantes de Depeche Mode) se habían atrasado mucho en realizar una reunión de este tipo (They were long overdue some kind of reunion of this sort)". 
Para concluir la gira, durante el verano de 2010 se incluyeron 5 conciertos recalendarizados que anteriormente habían sido cancelados.
Cuarenta y siete de los conciertos fueron capturados y puestos a la venta en formato de doble CD o como descarga digital con el nombre genérico Recording the Universe. El concierto del 17 de febrero de 2010 en el Royal Albert Hall de Londres, realizado para la beneficencia, se publicó también vía digital y en ediciones limitadas bajo el nombre de Concert for Teenage Cancer Trust.

## Créditos
Durante toda la gira, Depeche Mode se presentó en escenarios como un quinteto, tal como en sus tres anteriores tours.
David Gahan - vocalista.
Martin Gore - segundo vocalista, guitarras eléctrica y acústica, sintetizador y segunda voz.
Andrew Fletcher - sintetizador.
Christian Eigner - batería y sintetizador.
Peter Gordeno - sintetizador, piano y apoyo vocal.

## Temas interpretados
Las canciones interpretadas en cada concierto fueron por el orden de la veintena, desde luego con inclinación al álbum Sounds of the Universe, aunque se observó es la casi total ausencia de piezas de los discos más recientes y la aparición de sus temas más "oscuros"; optando más bien por sus álbumes de mayor éxito, Black Celebration, Music for the Masses, Violator y Songs of Faith and Devotion. Aunque al igual que en el Exciter Tour se omitieron dos populares temas de más de veinte años, Everything Counts y Just Can't Get Enough, lo cual a su vez mostró que no se remontaron tanto al pasado como en otras ocasiones. Como curiosidad, es la gira de Depeche Mode que mayor cantidad de diferentes canciones ha incluido con un total de 39.

### Listado general de canciones
1. In Chains
2. Wrong
3. Hole to Feed
4. Walking in My Shoes
5. It's No Good
6. A Question of Time
7. Precious
8. World in My Eyes
9. Fly on the Windscreen
10. Tema interpretado por Martin Gore
  - Jezebel
  - Little Soul (en versión acústica)
  - Sister of Night
11. Tema acústico interpretado por Martin Gore
  - A Question of Lust
  - Home
  - Judas
  - Freelove
  - Clean
  - Dressed in Black
  - Insight
12. - Come Back
  - Miles Away/The Truth is
13. Peace (solo en Toronto se llegó a tocar en su lugar el tema Fragile Tension)
14. In Your Room
15. I Feel You
16. Policy of Truth (solo en los dos primeros conciertos se tocó en su lugar el tema In Sympathy, en Luxemburgo y en Tel Aviv)
17. Enjoy the Silence
18. Never Let Me Down Again
Encore 1
19. - Stripped
  - Tema acústico interpretado por Martin Gore
    - Somebody
    - Shake the Disease
    - A Question of Lust
    - Dressed in Black
    - One Caress
20. Master and Servant
21. - Strangelove
  - Behind the Wheel
  - Photographic

Encore 2
22. Personal Jesus
23. Waiting for the Night (en versión minimalista)

### Estadísticas
- Temas del Sounds of the Universe (10)
- Temas del Playing the Angel (1)
- Temas del Exciter (1)
- Temas del Ultra (4)
- Temas del Songs of Faith and Devotion (5)
- Temas del Violator (6)
- Temas del Music for the Masses (3)
- Temas del Black Celebration (5)
- Temas del Some Great Reward (2)
- Temas del Construction Time Again (0)
- Temas del A Broken Frame (0)
- Temas del Speak & Spell (1)
- Temas no pertenecientes a algún álbum de estudio: (1)
- Canciones tocadas en la gira anterior Touring the Angel: 18
- Total de canciones Interpretadas: 39
- Regresos: "Master and Servant" & "Strangelove" ambas ausentes desde el World Violation Tour en 1990 (19 años). "Fly on the Windscreen" & "One Caress" ambas no tocadas desde el Exotic Tour en 1994 (15 años).
- Canción más reciente, no perteneciente al álbum soporte de la gira: "Precious"
- Canción debut no perteneciente al álbum soporte de la gira: "Insight"
- Todos los sencillos interpretados de un álbum, no perteneciente al de soporte de la gira: "Black Celebration" y "Violator".

### Variaciones

#### Variaciones de Europa 1, Norteamérica y Latinoamérica
Véase arriba el Listado de las mangas Europa 1, Norteamérica y Latinoamérica (Izquierda)
| Listado # | Manga         | Tema #9     | Tema #10           | Tema #11                | Tema #12        | Tema #15        | Encore #1                                             | Encore #2                              |
| --------- | ------------- | ----------- | ------------------ | ----------------------- | --------------- | --------------- | ----------------------------------------------------- | -------------------------------------- |
| 1         | Europa 1      | Jezebel     | A Question of Lust | Come Back               | Peace           | In Sympathy     | Stripped, Master and Servant & Strangelove            | Personal Jesus & Waiting for the Night |
| 2         | Europa 1      | Jezebel     | A Question of Lust | Come Back               | Peace           | Policy of Truth | Stripped, Master and Servant & Strangelove            | Personal Jesus & Waiting for the Night |
| 3         | Europa 1      | Jezebel     | Home               | Come Back               | Peace           | Policy of Truth | Stripped, Master and Servant & Strangelove            | Personal Jesus & Waiting for the Night |
| 4         | Europa 1      | Little Soul | Home               | Come Back               | Peace           | Policy of Truth | Stripped, Master and Servant & Strangelove            | Personal Jesus & Waiting for the Night |
| 5         | Europa 1      | N/A         | Home               | Come Back               | Peace           | N/A             | Stripped & Personal Jesus                             | N/A                                    |
| 6         | Norteamérica  | Little Soul | Home               | Come Back               | Fragile Tension | Policy of Truth | Stripped, Master and Servant & Strangelove            | Personal Jesus & Waiting for the Night |
| 7         | Norteamérica  | Little Soul | Home               | Come Back               | Policy of Truth | N/A             | Stripped, Master and Servant & Strangelove            | Personal Jesus & Waiting for the Night |
| 8         | Norteamérica  | Little Soul | Home               | Come Back               | Policy of Truth | N/A             | Stripped, Master and Servant & Strangelove            | Personal Jesus                         |
| 9         | Norteamérica  | Jezebel     | A Question of Lust | Come Back               | N/A             | N/A             | Stripped & Personal Jesus                             | N/A                                    |
| 10        | Norteamérica  | Jezebel     | A Question of Lust | Miles Away/The Truth Is | Policy of Truth | N/A             | Stripped, Master and Servant & Strangelove            | Personal Jesus & Waiting for the Night |
| 11        | Norteamérica  | N/A         | Home               | Come Back               | Policy of Truth | N/A             | Stripped & Personal Jesus                             | N/A                                    |
| 12        | Norteamérica  | Jezebel     | Home               | Come Back               | Policy of Truth | N/A             | Stripped, Master and Servant & Strangelove            | Personal Jesus & Waiting for the Night |
| 13        | Norteamérica  | Jezebel     | Home               | Come Back               | Policy of Truth | N/A             | Somebody, Stripped & Strangelove                      | Personal Jesus & Waiting for the Night |
| 14        | Norteamérica  | Little Soul | A Question of Lust | Miles Away/The Truth Is | Policy of Truth | N/A             | Shake the Disease, Stripped & Behind the Wheel        | Personal Jesus & Waiting for the Night |
| 15        | Norteamérica  | Jezebel     | Home               | Come Back               | Policy of Truth | N/A             | Somebody, Stripped & Behind the Wheel                 | Personal Jesus & Waiting for the Night |
| 16        | Norteamérica  | Jezebel     | Home               | N/A                     | Policy of Truth | N/A             | Somebody, Stripped & Behind the Wheel                 | Personal Jesus                         |
| 17        | Norteamérica  | Jezebel     | A Question of Lust | Miles Away/The Truth Is | Policy of Truth | N/A             | Shake the Disease, Stripped & Strangelove             | Personal Jesus                         |
| 18        | Norteamérica  | Little Soul | Home               | Miles Away/The Truth Is | Policy of Truth | N/A             | Somebody, Stripped & Behind the Wheel                 | Personal Jesus & Waiting for the Night |
| 19        | Norteamérica  | Jezebel     | A Question of Lust | Miles Away/The Truth Is | Policy of Truth | N/A             | Shake the Disease, Stripped & Strangelove             | Personal Jesus & Waiting for the Night |
| 20        | Norteamérica  | Jezebel     | Home               | Miles Away/The Truth Is | Policy of Truth | N/A             | Somebody, Stripped & Behind the Wheel                 | Personal Jesus & Waiting for the Night |
| 21        | Norteamérica  | Jezebel     | Judas              | Miles Away/The Truth Is | Policy of Truth | N/A             | Somebody, Stripped & Behind the Wheel                 | Personal Jesus & Waiting for the Night |
| 22        | Norteamérica  | Little Soul | Home               | Miles Away/The Truth Is | Policy of Truth | N/A             | A Question of Lust, Stripped & Behind the Wheel       | Personal Jesus & Waiting for the Night |
| 23        | Norteamérica  | Little Soul | A Question of Lust | Miles Away/The Truth Is | Policy of Truth | N/A             | Shake the Disease, Stripped & Behind the Wheel        | Personal Jesus                         |
| 24        | Latinoamérica | Little Soul | A Question of Lust | Come Back               | Policy of Truth | N/A             | Shake the Disease, Stripped & Behind the Wheel        | Personal Jesus & Waiting for the Night |
| 25        | Latinoamérica | Jezebel     | Home               | Miles Away/The Truth Is | Policy of Truth | N/A             | Somebody, Stripped & Personal Jesus                   | N/A                                    |
| 26        | Latinoamérica | Jezebel     | Home               | Miles Away/The Truth Is | Policy of Truth | N/A             | Somebody, Stripped, Behind the Wheel & Personal Jesus | N/A                                    |

#### Variaciones de Europa 2 y 3
Véase arriba el Listado de la manga Europa 2 y 3 (Derecha)
| Listado # | Manga        | Ubicación de World in My Eyes                                   | Ubicación de It's No Good                                             | Primer Tema de Martin Gore | Primer Tema del Encore | Nota                        |
| --------- | ------------ | --------------------------------------------------------------- | --------------------------------------------------------------------- | -------------------------- | ---------------------- | --------------------------- |
| 27        | Europa 2     | N/A                                                             | Tema #5: Luego de "Walking in My Shoes" Previo a "A Question of Time" | Freelove                   | Somebody               | N/A                         |
| 28        | Europa 2     | N/A                                                             | Tema #5: Luego de "Walking in My Shoes" Previo a "A Question of Time" | Clean                      | Somebody               | N/A                         |
| 29        | Europa 2     | N/A                                                             | Tema #5: Luego de "Walking in My Shoes" Previo a "A Question of Time" | Dressed in Black           | A Question of Lust     | N/A                         |
| 30        | Europa 2     | Tema #4: Luego de "Hole to Feed" Previo a "Walking in My Shoes" | Tema #13: Luego de "Policy of Truth" Previo a "In Your Room"          | Sister of Night            | Dressed in Black       | N/A                         |
| 31        | Europa 2     | Tema #7: Luego de "Precious" Previo a "Fly on the Windscreen"   | Tema #13: Luego de "Policy of Truth" Previo a "In Your Room"          | Sister of Night            | Dressed in Black       | N/A                         |
| 32        | Europa 2     | Tema #7: Luego de "Precious" Previo a "Fly on the Windscreen"   | Tema #13: Luego de "Policy of Truth" Previo a "In Your Room"          | Sister of Night            | One Caress             | N/A                         |
| 33        | Europa 2     | Tema #7: Luego de "Precious" Previo a "Fly on the Windscreen"   | Tema #13: Luego de "Policy of Truth" Previo a "In Your Room"          | Jezebel                    | Dressed in Black       | N/A                         |
| 34        | Europa 2     | Tema #7: Luego de "Precious" Previo a "Fly on the Windscreen"   | Tema #13: Luego de "Policy of Truth" Previo a "In Your Room"          | Jezebel                    | One Caress             | N/A                         |
| 35        | Europa 2     | N/A                                                             | Tema #5: Luego de "Walking in My Shoes" Previo a "A Question of Time" | Sister of Night            | Dressed in Black       | Ver debajo Nota #1 y #3     |
| 36        | Europa 2     | Tema #7: Luego de "Precious" Previo a "Fly on the Windscreen"   | Tema #13: Luego de "Policy of Truth" Previo a "In Your Room"          | Insight                    | One Caress             | N/A                         |
| 37        | Europa 2     | Tema #8: Luego de "Precious" Previo a "Insight"                 | Tema #5: Luego de "Walking in My Shoes" Previo a "A Question of Time" | Insight                    | Dressed in Black       | Ver debajo Nota #2          |
| 38        | Europa 2 y 3 | Tema #8: Luego de "Precious" Previo a "Insight"                 | Tema #5: Luego de "Walking in My Shoes" Previo a "A Question of Time" | Insight                    | One Caress             | Ver debajo Nota #2          |
| 39        | Europa 2     | Tema #8: Luego de "Precious" Previo a "Freelove"                | Tema #5: Luego de "Walking in My Shoes" Previo a "A Question of Time" | Freelove                   | Dressed in Black       | Ver debajo Nota #2          |
| 40        | Europa 2     | Tema #8: Luego de "Precious" Previo a "Judas"                   | Tema #5: Luego de "Walking in My Shoes" Previo a "A Question of Time" | Judas                      | Dressed in Black       | Ver debajo Nota #2          |
| 41        | Europa 3     | Tema #8: Luego de "Precious" Previo a "Freelove"                | Tema #5: Luego de "Walking in My Shoes" Previo a "A Question of Time" | Freelove                   | Dressed in Black       | Ver debajo Nota #2 y #3     |
| 42        | Europa 3     | Tema #8: Luego de "Precious" Previo a "Judas"                   | Tema #5: Luego de "Walking in My Shoes" Previo a "A Question of Time" | Judas                      | One Caress             | Ver debajo Nota #2 y #3     |
| 43        | Europa 3     | Tema #8: Luego de "Precious" Previo a "One Caress"              | Tema #5: Luego de "Walking in My Shoes" Previo a "A Question of Time" | One Caress                 | Somebody               | Ver debajo Nota #2, #3 y #4 |
| 44        | Europa 3     | Tema #8: Luego de "Precious" Previo a "Freelove"                | Tema #5: Luego de "Walking in My Shoes" Previo a "A Question of Time" | Freelove                   | A Question of Lust     | Ver debajo Nota #2          |

Nota #1: Solo en esta variación fue interpretado el tema "Waiting for the Night" luego de "Personal Jesus".
Nota #2: En esta variación, el tema "Fly on the Windscreen" fue omitido.
Nota #3: En esta variación el tema "Come Back" fue interpretado en lugar de "Miles Away/The Truth Is".
Nota #4: En esta variación el tema "Photographic" fue interpretado en lugar de "Behind the Wheel".
- Lista desde el Sitio Oficial de Depeche Mode .

## Destinos de la gira

### Primera Manga: Israel y Europa
Soporte: M83, MOTOR y Yeah Yeah Yeahs

| Fecha               | País            | Ciudad             | Lugar                    | # |
| 6 de mayo de 2009   | Luxemburgo      | Esch-sur-Alzette   | Rockhal                  | 1 |
| 10 de mayo de 2009  | Israel          | Tel Aviv           | Ramat Gan Stadium        | 1 |
| 8 de junio de 2009  | Alemania        | Leipzig            | Zentralstadion           | 2 |
| 10 de junio de 2009 | Alemania        | Berlín             | Olympiastadion           | 2 |
| 12 de junio de 2009 | Alemania        | Fráncfort del Meno | Commerzbank-Arena        | 2 |
| 13 de junio de 2009 | Alemania        | Múnich             | Olympiastadion München   | 3 |
| 16 de junio de 2009 | Italia          | Roma               | Stadio Olimpico          | 4 |
| 18 de junio de 2009 | Italia          | Milán              | Stadio San Siro          | 4 |
| 20 de junio de 2009 | Bélgica         | Werchter           | TW Classic Festival      | 4 |
| 22 de junio de 2009 | Eslovaquia      | Bratislava         | Inter Stadion            | 4 |
| 23 de junio de 2009 | Hungría         | Budapest           | Puskas Ferenc Stadium    | 2 |
| 25 de junio de 2009 | República Checa | Praga              | Stadion Evžena Rošického | 4 |
| 27 de junio de 2009 | Francia         | París              | Stade de France          | 4 |
| 28 de junio de 2009 | Francia         | Nancy              | Zénith de Nancy          | 4 |
| 30 de junio de 2009 | Dinamarca       | Copenhague         | Parken Stadion           | 4 |
| 1 de julio de 2009  | Alemania        | Hamburgo           | HSH Nordbank Arena       | 4 |
| 3 de julio de 2009  | Suecia          | Arvika             | Arvika Festival          | 5 |
| 6 de julio de 2009  | Francia         | Carcasona          | Esplanade Gambetta       | 4 |
| 8 de julio de 2009  | España          | Valladolid         | Estadio José Zorrilla    | 4 |
| 9 de julio de 2009  | España          | Bilbao             | Bilbao BBK Live Festival | 5 |

### Segunda Manga: América
Se divide en:
- Latinoamérica (1/Oct/2009 - 17/Oct/2009) (Soporte: Quiero Club, The Raveonettes y Angel Phase)

| Fecha                   | País           | Ciudad           | Lugar                                           | #  |
| 24 de julio de 2009     | Canadá         | Toronto          | Molson Amphitheater                             | 6  |
| 25 de julio de 2009     | Canadá         | Montreal         | Bell Centre                                     | 7  |
| 28 de julio de 2009     | Estados Unidos | Washington D. C. | Nissan Pavilion                                 | 7  |
| 31 de julio de 2009     | Estados Unidos | Boston           | Great Woods                                     | 8  |
| 1 de agosto de 2009     | Estados Unidos | Atlantic City    | Borgata                                         | 9  |
| 3 de agosto de 2009     | Estados Unidos | Nueva York       | Madison Square Garden                           | 7  |
| 4 de agosto de 2009     | Estados Unidos | Nueva York       | Madison Square Garden                           | 10 |
| 7 de agosto de 2009     | Estados Unidos | Chicago          | Lollapalooza                                    | 11 |
| 10 de agosto de 2009    | Estados Unidos | Seattle          | Key Arena                                       | 12 |
| 16 de agosto de 2009    | Estados Unidos | Los Ángeles      | Hollywood Bowl                                  | 13 |
| 17 de agosto de 2009    | Estados Unidos | Los Ángeles      | Hollywood Bowl                                  | 14 |
| 19 de agosto de 2009    | Estados Unidos | Anaheim          | Honda Center                                    | 15 |
| 20 de agosto de 2009    | Estados Unidos | Santa Bárbara    | Santa Barbara Bowl                              | 16 |
| 22 de agosto de 2009    | Estados Unidos | Las Vegas        | Pearl Concert Theater                           | 17 |
| 23 de agosto de 2009    | Estados Unidos | Phoenix          | US Airways Center                               | 18 |
| 25 de agosto de 2009    | Estados Unidos | Salt Lake City   | E Center                                        | 19 |
| 27 de agosto de 2009    | Estados Unidos | Denver           | Red Rocks                                       | 20 |
| 29 de agosto de 2009    | Estados Unidos | Dallas           | Superpages                                      | 21 |
| 30 de agosto de 2009    | Estados Unidos | Houston          | Woodlands Pavilion                              | 22 |
| 1 de septiembre de 2009 | Estados Unidos | Atlanta          | Lakewood Amphitheater                           | 20 |
| 4 de septiembre de 2009 | Estados Unidos | Tampa            | Ford Amphitheater                               | 20 |
| 5 de septiembre de 2009 | Estados Unidos | Fort Lauderdale  | Bank Atlantic Center                            | 23 |
| 1 de octubre de 2009    | México         | Guadalajara      | Arena VFG                                       | 20 |
| 3 de octubre de 2009    | México         | Ciudad de México | Foro Sol                                        | 20 |
| 4 de octubre de 2009    | México         | Ciudad de México | Foro Sol                                        | 24 |
| 6 de octubre de 2009    | México         | Monterrey        | Arena Monterrey                                 | 20 |
| 8 de octubre de 2009    | Costa Rica     | San José         | Autódromo La Guácima                            | 25 |
| 10 de octubre de 2009   | Colombia       | Bogotá           | Parque Simón Bolívar                            | 20 |
| 13 de octubre de 2009   | Perú           | Lima             | Explanada del Estadio Monumental de Lima        | 20 |
| 15 de octubre de 2009   | Chile          | Santiago         | Club Hípico                                     | 20 |
| 17 de octubre de 2009   | Argentina      | Buenos Aires     | Personal Fest en el Club Ciudad de Buenos Aires | 26 |

### Tercera Manga: Europa
Se divide en:
- Europa #3 (9/Ene/2010 - 27/Feb/2010) (Soporte: Nitzer Ebb)

| Fecha                   | País            | Ciudad          | Lugar                   | #  |
| 31 de octubre de 2009   | Alemania        | Oberhausen      | Kopi Arena              | 27 |
| 1 de noviembre de 2009  | Alemania        | Bremen          | AWD-Dome                | 28 |
| 3 de noviembre de 2009  | Alemania        | Hannover        | Tui Arena               | 29 |
| 7 de noviembre de 2009  | Alemania        | Mannheim        | SAP Arena               | 30 |
| 8 de noviembre de 2009  | Alemania        | Stuttgart       | Schleyerhalle           | 31 |
| 10 de noviembre de 2009 | Suiza           | Ginebra         | Palexpo                 | 31 |
| 12 de noviembre de 2009 | España          | Valencia        | Recinto Ferial          | 31 |
| 14 de noviembre de 2009 | Portugal        | Lisboa          | Pavilhão Atlântico      | 32 |
| 16 de noviembre de 2009 | España          | Madrid          | Palacio de los Deportes | 32 |
| 17 de noviembre de 2009 | España          | Madrid          | Palacio de los Deportes | 33 |
| 20 de noviembre de 2009 | España          | Barcelona       | Palau Sant Jordi        | 34 |
| 21 de noviembre de 2009 | España          | Barcelona       | Palau Sant Jordi        | 35 |
| 23 de noviembre de 2009 | Francia         | Lyon            | Halle Tony Garnier      | 36 |
| 25 de noviembre de 2009 | Italia          | Bolonia         | Palamalaguti            | 36 |
| 26 de noviembre de 2009 | Italia          | Turín           | Palasport Olimpico      | 37 |
| 28 de noviembre de 2009 | Alemania        | Érfurt          | Messehalle              | 38 |
| 30 de noviembre de 2009 | Países Bajos    | Róterdam        | Ahoy                    | 38 |
| 1 de diciembre de 2009  | Alemania        | Núremberg       | Arena Nuremberg         | 38 |
| 3 de diciembre de 2009  | Austria         | Viena           | Stadhalle               | 38 |
| 6 de diciembre de 2009  | Suiza           | Zúrich          | Hallenstadion           | 38 |
| 7 de diciembre de 2009  | Suiza           | Zúrich          | Hallenstadion           | 39 |
| 10 de diciembre de 2009 | Irlanda         | Dublín          | The 02                  | 38 |
| 12 de diciembre de 2009 | Reino Unido     | Glasgow         | SECC                    | 38 |
| 13 de diciembre de 2009 | Reino Unido     | Birmingham      | LG Arena                | 37 |
| 15 de diciembre de 2009 | Reino Unido     | Londres         | O2 Arena                | 38 |
| 16 de diciembre de 2009 | Reino Unido     | Londres         | O2 Arena                | 40 |
| 18 de diciembre de 2009 | Reino Unido     | Mánchester      | MEN Arena               | 38 |
| 9 de enero de 2010      | Alemania        | Berlín          | O2 World                | 38 |
| 11 de enero de 2010     | Hungría         | Budapest        | Papp László Sportaréna  | 38 |
| 14 de enero de 2010     | República Checa | Praga           | O2 Arena                | 38 |
| 17 de enero de 2010     | Francia         | Liévin          | Stade Couvert           | 38 |
| 19 de enero de 2010     | Francia         | París           | Bercy                   | 38 |
| 20 de enero de 2010     | Francia         | París           | Bercy                   | 41 |
| 23 de enero de 2010     | Bélgica         | Amberes         | Sportpaleis             | 38 |
| 25 de enero de 2010     | Suecia          | Malmö           | Malmö Arena             | 38 |
| 26 de enero de 2010     | Suecia          | Gotemburgo      | Scandinavium            | 37 |
| 29 de enero de 2010     | Noruega         | Bergen          | Bergenhus Festning      | 37 |
| 31 de enero de 2010     | Suecia          | Estocolmo       | Ericsson Globe          | 37 |
| 2 de febrero de 2010    | Finlandia       | Helsinki        | Hartwall Areena         | 37 |
| 4 de febrero de 2010    | Rusia           | San Petersburgo | SKK Arena               | 37 |
| 6 de febrero de 2010    | Rusia           | Moscú           | Olympiski               | 37 |
| 8 de febrero de 2010    | Ucrania         | Kiev            | Palace of Sports        | 37 |
| 10 de febrero de 2010   | Polonia         | Lodz            | Łódź Arena              | 37 |
| 11 de febrero de 2010   | Polonia         | Lodz            | Łódź Arena              | 42 |
| 14 de febrero de 2010   | Croacia         | Zagreb          | Tuborg Greenfest        | 37 |
| 17 de febrero de 2010   | Reino Unido     | Londres         | Royal Albert Hall       | 43 |
| 20 de febrero de 2010   | Reino Unido     | Londres         | O2 Arena                | 44 |
| 22 de febrero de 2010   | Dinamarca       | Horsens         | CASA Arena              | 37 |
| 23 de febrero de 2010   | Dinamarca       | Horsens         | CASA Arena              | 42 |
| 26 de febrero de 2010   | Alemania        | Düsseldorf      | LTU arena               | 37 |
| 27 de febrero de 2010   | Alemania        | Düsseldorf      | LTU arena               | 38 |

### Conciertos cancelados
Apenas empezado el tour, el grupo debió suspender nueve conciertos debido a un problema de gastroenteritis padecido por el cantante David Gahan. Posteriormente, los dos últimos conciertos de la primera manga en el continente europeo debieron también ser cancelados por un problema muscular del propio Gahan, e incluso las dos fechas para Brasil y una prevista para diciembre en Austria fueron también canceladas debido a los movimientos en el calendario. Dos fechas de Estados Unidos fueron canceladas debido a que el médico de Gahan le dijo que descansara la voz durante 48 horas.
| Fecha                  | País           | Ciudad         |
| 12 de mayo de 2009     | Grecia         | Atenas         |
| 14 de mayo de 2009     | Turquía        | Estambul       |
| 16 de mayo de 2009     | Rumania        | Bucarest       |
| 18 de mayo de 2009     | Bulgaria       | Sofía          |
| 20 de mayo de 2009     | Serbia         | Belgrado       |
| 21 de mayo de 2009     | Croacia        | Zagreb         |
| 23 de mayo de 2009     | Polonia        | Varsovia       |
| 25 de mayo de 2009     | Letonia        | Riga           |
| 27 de mayo de 2009     | Lituania       | Vilna          |
| 31 de mayo de 2009     | Países Bajos   | Landgraaf      |
| 7 de junio de 2009     | Alemania       | Leipzig        |
| 11 de julio de 2009    | Portugal       | Oporto         |
| 12 de julio de 2009    | España         | Sevilla        |
| 12 de agosto de 2009   | Estados Unidos | San Francisco  |
| 14 de agosto de 2009   | Estados Unidos | San Diego      |
| 22 de octubre de 2009  | Brasil         | Río de Janeiro |
| 24 de octubre de 2009  | Brasil         | São Paulo      |
| 4 de diciembre de 2009 | Austria        | Graz           |